# Lithotomus

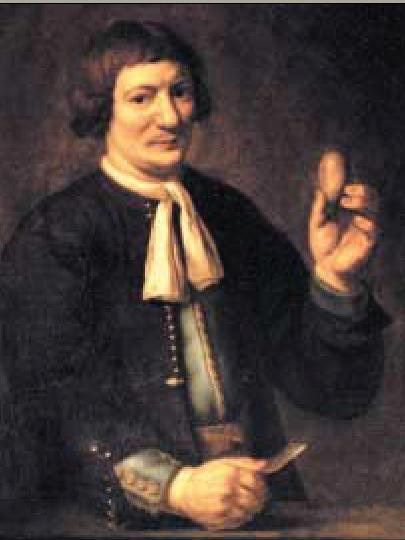
Der Steinschneider Jan de Doot, 1652

Ein Lithotomus oder Steinschneider war ein bis ins 19. Jahrhundert ausgeübter heilkundlicher Beruf, der vielfach gleichzeitig mit der Tätigkeit als Okulist (Starstecher) und Wundarzt ausgeübt wurde. Sein Wirkungsgebiet lag in der Entfernung von Blasensteinen mittels Steinschnitt (Lithotomie).
Die Bildung von Blasensteinen war eine häufige Folgeerscheinung früherer Ernährungsgewohnheiten. Zur Beseitigung der zu schmerzhaften Koliken führenden und das Wasserlassen verhindernden Steine wurden die Dienste eines Lithotomus in Anspruch genommen.
Dazu fanden zwei verschiedene Verfahren Anwendung:
- Im Kindesalter erfolgte eine manuelle Fixierung des Steines durch den Anus am Damm, wo er mittels eines Schnittes herausgezogen wurde.
- Bei erwachsenen Personen musste ein aufwendigeres Verfahren angewandt werden: Über einen, laut Georg Fischer erstmals 1525 von Giovanni de Romanis beschriebenen und von dessen Schüler Mariano Santo bekannt gemachten[1] Schnitt in die Harnröhre unterhalb der Prostata führte der Lithotomus seine Werkzeuge in die Blase ein, um den Stein zu greifen und durch den Blasenhals herauszuziehen. Aufgrund der nicht vorhandenen Hygiene sowohl des Operateurs als auch der Instrumente kam es häufig zu Entzündungen mit tödlichen Folgen. Abgesehen davon konnte sowohl durch operative Fehler als auch durch schlechte Anatomie-Kenntnisse des Steinschneiders der Schließmuskel durchschnitten werden, was zu dauerhafter Inkontinenz führte.

Seit dem 19. Jahrhundert wurde diese Tätigkeit gänzlich von Chirurgen wahrgenommen, am Verfahren änderte sich bis zur Mitte des 20. Jahrhunderts wenig, ehe moderne Methoden der Urologie Einzug hielten.
Der wohl bekannteste deutsche Lithotomus war Johann Andreas Eisenbarth („Doktor Eisenbarth“); bereits Mitte des 16. Jahrhunderts wurde der Schweizer Wundarzt Lenhart Steinmann in Lübeck gerühmt. Als bester Steinschneider im 16. Jahrhundert galt der französische Chirurg Pierre Francou (* um 1500; † um 1580). Weitere bekannte Steinschneider im damaligen Frankreich waren  Covillard und dessen Methode folgend François Colot und  Tolet. Der Wundarzt Gabriel Senf († 1738) war vor allem wegen seiner Steinschnitt-Operation in Seitenlage bekannt. Diese Operation findet sich abgedruckt bei Lorenz Heister, dessen Sohn Elias Friedrich Heister den Operationsbericht aufgezeichnet hatte. In Frankreich und darüber hinaus brachte es Jacques de Beaulieu (1651–1714), genannt Frère Jacques („Bruder Jakob“), in der Wende zum 18. Jahrhundert zu großer Bekanntheit, und er führte auch schon eine frühe Form des lateralen Steinschnitts ein. Ein weiterer bekannter Steinschneider seiner Zeit und Erfinder einer Steinzange zum Zerbrechen der Blasensteine war der französische Chirurg Jean Baseilhac (1703–1781). Eine frühe Darstellung der Operationstechnik findet sich bei Georg Bartisch. Im 18. Jahrhundert führten William Cheselden und sein Schüler John Hunter den lateralen Steinschnitt in England ein. In den Niederlanden, wo auch Frère Jacques operierte, praktizierte dies Johannes Jacobus Rau. Einer der letzten großen Steinschneider war Vincenz von Kern, der noch 1828 ein Lehrbuch darüber veröffentlichte. Bald darauf kam durch Jean Civiale die nicht-invasive bzw. minimal-invasive Technik der Lithotripsie auf, bei der die Blasensteine in der Harnblase durch ein spezielles durch die Harnröhre eingeführtes Instrument zertrümmert wurden.
Ein Musik- oder Bühnenstück Der Steinschnitt beschreibt diese verbreitete Operation im 17. Jahrhundert.
Die bereits in der Antike im 1. Jahrhundert v. Chr. von Ammonios (griechischer Chirurg in Alexandria), genannt „der Steinschneider“, angewandte Form des Steinschnitts, die ohne Zerreißung des kranialen Abschnitts der Harnröhre (von Celsus als „Blasenhals“ bezeichnet) vonstattengehen sollte, wurde von Aulus Cornelius Celsus beschrieben: Hierzu wurde zunächst der Damm und die Harnröhre (Urethra) angeschnitten. Durch die Schnittöffnung wurden dann die Instrumente über die Urethra in die Harnblase eingeführt. Die von Celsus beschriebene, jedoch nur im Frühjahr und bei 9–15-jährigen Knaben durchgeführte Methode des Blasenschnitts vom Damm aus wurde später auch von Guy de Chauliac zur Steinschnittoperation empfohlen und angewendet, später dann unter anderem von Heister und Francou.